# 原片形吸虫属
原片形吸虫属（学名：Protofasciola）是片形科下的一个属。

## 下属物种
本属包括以下物种：
- Protofasciola robusta (Lorenz, 1881)[2]